# Pseudocheilinus ocellatus
Pseudocheilinus ocellatus е вид лъчеперка от семейство Labridae.

## Разпространение
Видът е разпространен в Австралия (Коралови острови), Вануату, Малки далечни острови на САЩ (Атол Джонстън, Лайн и Уейк), Маршалови острови, Микронезия, Нова Каледония, Острови Кук, Палау, Питкерн, Фиджи, Френска Полинезия (Дружествени острови и Туамоту) и Япония (Бонински острови и Рюкю).